# 한국자동차해체재활용업협회
한국자동차해체재활용업협회(韓國自動車解體再活用業協會,  Korea Auto Dismantlement Recyding Association ; KADRA)는 정부시책에 부응한 자동차해체재활용산업 진흥발전과 회원사의 권익보호 및 복리증진 도모하기 위하여 설립된 법정법인이다. 서울특별시 구로구 구로동 104-10 동남오피스텔 806호에 소재하고 있다.

## 설립 근거
- 자동차관리법[3]

## 연혁
- 1985년 3월 13일 사단법인 한국폐차사업협회 설립. 협회 사무실 개설 (서울특별시 구로구 구로동 동남빌딩)
- 1985년 8월 26일 전국폐차업협회 창립총회. 초대 강대언 회장 취임
- 1986년 11월 27일 협회 사무실 확장 이전 (서울특별시 마포구 도화동 성우빌딩)
- 1989년 3월 10일 한국자동차폐차업협회 설립 허가
- 1989년 5월 10일 협회 사무실 확장 이전 (서울특별시 마포구 도화동 진도빌딩)
- 1990년 1월 16일 제2대 최한기 회장 취임
- 1992년 1월 20일 제3대 박노인 회장 취임
- 1994년 5월 28일 협회 사무실 구입 이전 (서울특별시 구로구 구로동 동남오피스텔 806호)
- 1997년 6월 6일 제5대 김효수 회장 취임
- 1998년 2월 23일 제6대 이춘호 회장 취임
- 2001년 2월 26일 제7대 이춘호 회장 취임
- 2004년 2월 26일 제8대 이춘호 회장 취임
- 2007년 1월 25일 제9대 황팔곤 회장 취임
- 2010년 2월 7일 한국자동차해체재활용업협회로 명칭 변경. 제10대 이범근 회장 취임
- 2011년 2월 17일 한국자동차해체재활용협동조합 창립총회. 초대 이범근 조합 이사장 취임
- 2013년 1월 24일 제11대 정상기 회장 취임
- 2016년 1월 1일 제12대 양승생 회장 취임

## 주요 업무
- 자동차제도 개선 및 정책 건의
- 환경친화 및 자동차 자원순환산업 발전 추진
- 폐차·말소 등록 전산정보시스템 고도화 사업 추진
- 자동차 중고부품 활성화 사업 추진
- 폐차 질서 확립 및 불법행위 방지

## 조직

### 회장
- 고문
- 자문위원

### 부회장
- 특별위원회

## 지부
| - 인천지부 - 경기지부 - 경기연합지부 | - 강원지부 | - 충북지부 | - 대전지부 - 충남지부 - 전북지부 | - 광주전남지부 | - 대경지부 - 경북지부 | - 부산지부 - 울산지부 - 경남지부 | - 제주지부 |

## 같이 보기
- 한국자동차해체재활용업협동조합
- 한국자동차부품협회
- 한국자동차산업협회
- 한국환경공단